# Joaquín Víctor González
Joaquín Víctor González (Nonogasta, 6 de marzo de 1863 - Buenos Aires, 21 de diciembre de 1923) fue un prominente político, historiador, educador, masón, filósofo, jurista y literato argentino, gobernador de La Rioja, su provincia natal, y varias veces ministro, fue el nacionalizador y primer presidente de la Universidad de La Plata y fundador del Instituto Superior del Profesorado de Buenos Aires. Fue además miembro de la Real Academia Española y de la Corte Permanente de Arbitraje internacional de La Haya. Falleció siendo Senador de la Nación.

## Vida familiar
Era hijo de Joaquín González Gordillo y Zoraida Dávila Gordillo. Hizo los estudios primarios en la escuela de su pueblo y los secundarios en Córdoba, donde se inició en el periodismo y literatura con solo 19 años. En 1886, a los 23 años, se recibe de abogado y doctor en derecho en la Universidad Nacional de Córdoba.
Se casa con Amalia Luna Olmos el 9 de julio de 1889, mientras era gobernador de La Rioja. De esa unión nacerán diez hijos: César, Hortensia, Carlos Alberto, Héctor, Esther, Julio Víctor, Jorge, Cecilia, Amalia y Estela. Su hijo Julio V. González fue un abogado, escritor y político socialista, de actuación destacada durante la Reforma Universitaria de 1918.

## Político, periodista, académico

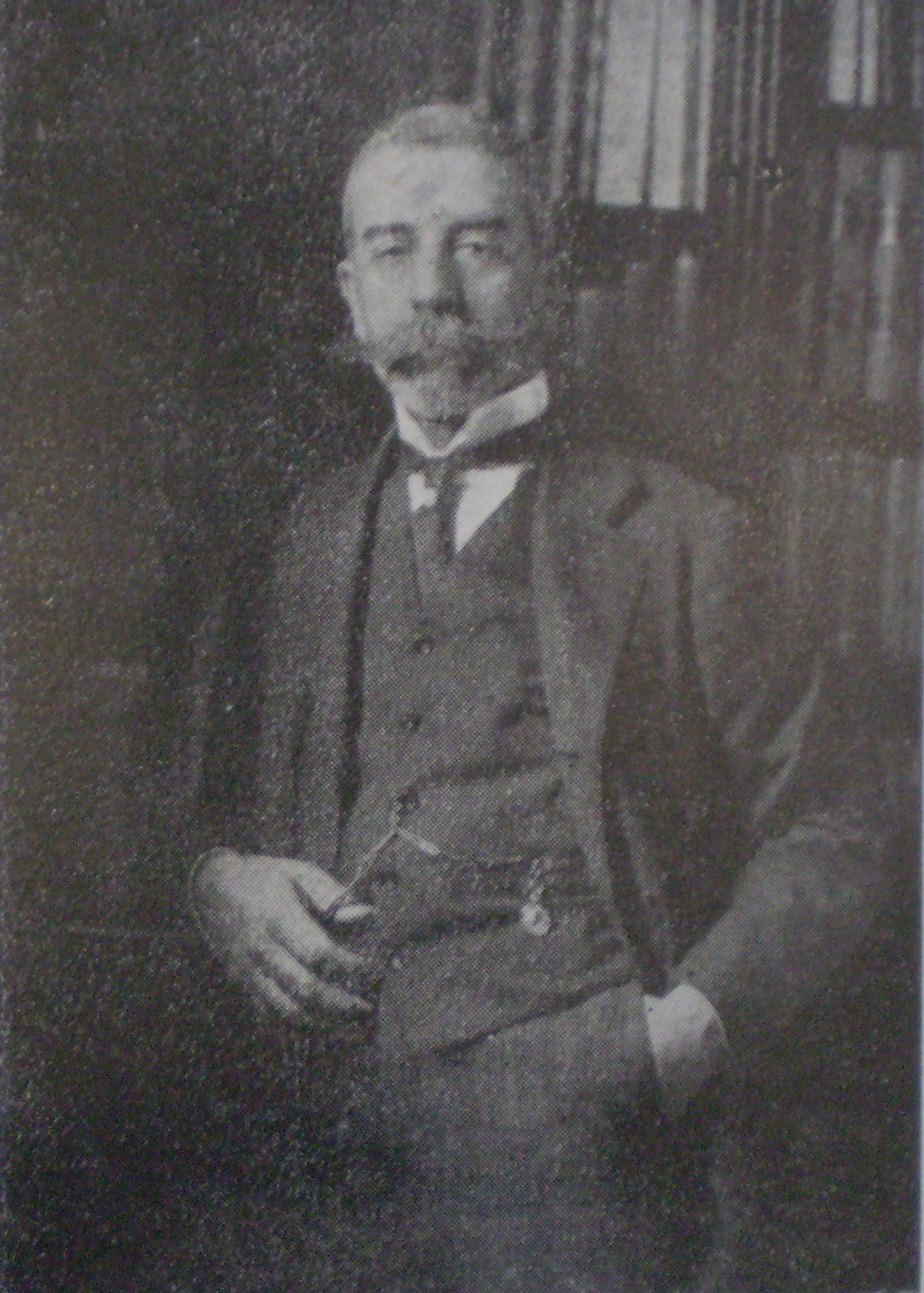
Joaquín V. González.

En 1887, siendo uno de los más prominentes juristas de la Argentina, es designado miembro de la Comisión de Reforma Constitucional y se le encarga la tarea de redactar el proyecto de Constitución para la provincia de La Rioja. Ese mismo año publica su primera obra historiográfica: La Revolución de la Independencia Argentina, ingresa al diario La Prensa de Buenos Aires y es nombrado primer profesor de la cátedra de Derechos de Minas.
En 1889, antes de terminar su período legal de diputado, es electo gobernador de su provincia, cargo al que renuncia al cabo de dos años para dedicarse de lleno a su actividad de escritor y periodista. Por entonces publica su obra emblemática: La Tradición nacional, donde vincula el paisaje, el folklore, la sociología y la historia del país. En 1894 es designado titular de la cátedra de Legislación de Minas, y en 1896 accede al Consejo Nacional de Educación siendo además académico titular de la Facultad de Filosofía y Letras de la Universidad de Buenos Aires.
En 1901 el presidente Roca lo designó Ministro del Interior, para lo cual debió renunciar a su banca de diputado. Al mismo tiempo se hizo cargo en forma interina de los ministerios de Justicia e Instrucción Pública y de Gobierno y Relaciones Exteriores. No por esto abandonó su labor académica, dictando discursos magistrales recordados por años, como el pronunciado en la Facultad de Derecho en 1902 sobre El ideal de la Justicia y la vida contemporánea. Siendo ministro esbozó un proyecto de reforma electoral por circunscripciones, uninominal, el que convertido en ley, se tradujo en la descentralización comicial gracias a la cual fue elegido Alfredo Palacios, primer diputado socialista de la Argentina y de Latinoamérica. González tuvo, en el aspecto político, posiciones de lineamiento sumamente conservador. En una oportunidad, cuando se le preguntó qué opinaba del sufragio universal, respondió: "es el triunfo de la ignorancia universal"[cita requerida].

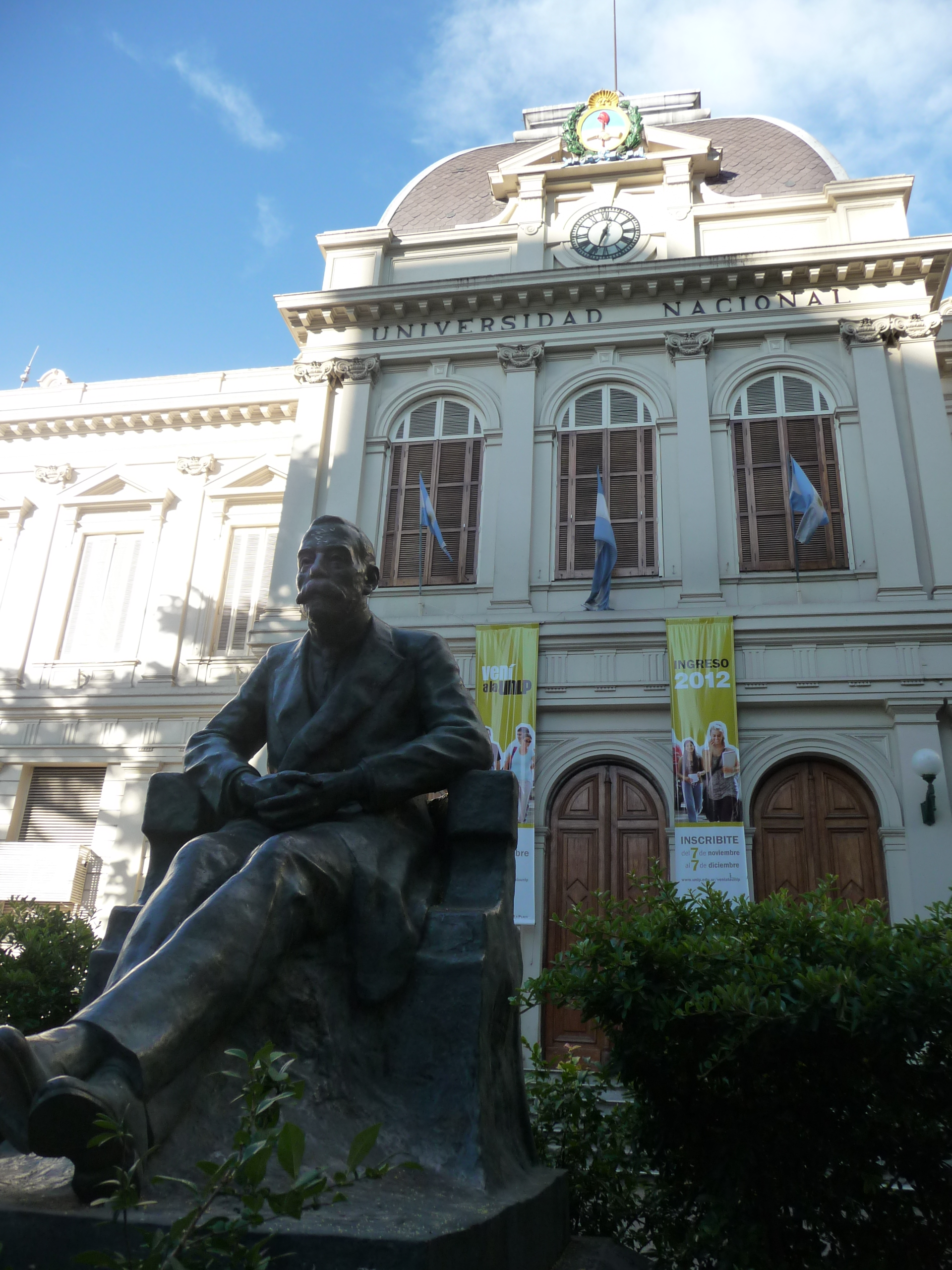
Estatua de Joaquín V. González frente al edificio de la presidencia de la Universidad Nacional de La Plata

González y el ministro de Guerra, Pablo Riccheri, protagonizaron un escándalo el 4 de septiembre de 1902: al ser exhumados los restos del general Manuel Belgrano, éstos fueron hallados en sorprendente buen estado. Los dos ministros, que presenciaban la ceremonia, hallaron algunos dientes sueltos, de los cuales se apoderaron sin dar cuenta a nadie; "se dice" que el clamor de la prensa ante el hecho los obligó "a devolverlos" unos días más tarde.
El presidente Manuel Quintana lo designó nuevamente Ministro de Justicia e Instrucción Pública en 1904, cargo desde el cual Joaquín V. González creó el Seminario Pedagógico, más tarde llamado Instituto Nacional del Profesorado Secundario de Buenos Aires, el cual contó con un numeroso plantel de profesores extranjeros –en su mayoría de Alemania– y que actualmente lleva su nombre. Al año siguiente crea la moderna Universidad de La Plata, conforme a los progresos de la ciencia de la época.
Tras la muerte del presidente Quintana en 1906, Figueroa Alcorta le asigna el cargo de Presidente de dicha Universidad, más tarde denominado Rector, puesto que ocupa hasta 1918. Al abandonar este cargo, es despedido apoteóticamente en el Teatro Argentino de La Plata.
En 1907 es electo por primera vez senador nacional por la provincia de La Rioja, cargo que renovará en 1916 y desempeñará hasta su fallecimiento.
En 1910 se concretó la apertura de un consulado del Imperio otomano en Buenos Aires, encabezado por Emín Arslán; con quien González entablaría una amistad y la apertura de cuyo consulado había promovido en conjunto con Wadi Schamún, propietario del periódico Assalam. Cercano también al periodista de origen libanés radicado en Tucumán Nagib Baaclini, en una sesión del Senado de septiembre de ese año defendió a la inmigración sirio-libanesa en Argentina de los embates del senador Manuel Láinez y obstaculizó sus intentos de limitarla.
En 1914 fue uno de los fundadores del Partido Demócrata Progresista.
De regreso en Buenos Aires, vuelve a las aulas de la Universidad enseñando Derecho Constitucional Americano, Derecho Institucional Público e Historia de la Diplomacia Argentina, a la vez que colabora con el diario La Nación de esa ciudad.
Desde su cargo trabaja activamente en los preparativos de los homenajes por el Centenario del Fallecimiento del General Manuel Belgrano que tuvieron lugar en 1920. Escribe una vibrante Oración a la Bandera que se fijó en todas las ciudades y pueblos de la República.
Continuó desempeñándose como senador hasta su muerte en diciembre de 1923 luego de lo cual fue reemplazado en esa banca por el doctor Héctor De la Fuente. Sus restos fueron trasladados varios años después hasta su Chilecito natal.
Reconocido como uno de los más ilustres hombres de la Argentina, Joaquín V. González fue miembro académico corresponsal de la Real Academia Española desde 1906, y formó parte de la Corte Internacional de Arbitraje de La Haya en 1921.
En su honor, la calle 1 de la ciudad de La Plata lleva su nombre. 
Una calle de la localidad balnearia San Bernardo del Tuyu también lleva su nombre.
Contrajo matrimonio el 9 de julio de 1889 en La Rioja, con Amalia Luna Olmos.

## Actividad como masón
Por ser hijo de masón fue iniciado siendo aún menor de edad, en la Logia Piedad y Unión N.º 34 de la ciudad de Córdoba el 17/8/1881. Su diploma de masón lleva estampada la firma de Sarmiento como Gran Maestre de la Orden. Fue V. Maestro de la referida Logia en el período 1885-86. Reelecto para un nuevo período, tuvo que resignar su cargo para cumplir su mandato legislativo, obteniendo su Carta de Retiro de la Logia el 16/6/1886. Mientras fue V. Maestro dictó brillantes conferencias y compuso varias poesías de contenido masónico y liberal. Entre estas últimas recuérdense particularmente las tituladas Canto al trabajo y Canto a la libertad de conciencia. A su llegada a Buenos Aires se incorporó a la Logia Libertad N.º 48. de la que fue V. Maestro. En 1896 fue elegido Pro Gran Maestre, cargo que resignó para ocupar el más modesto de Gran Secretario. Durante varios lustros integró la Comisión de la Masonería encargada de estudiar los problemas atinentes a la educación. El 24/10/1922 el doctor Joaquín V. González pasó a integrar la Logia Bernardino Rivadavia N.º 174. A partir del 24/11/ 1898 fue miembro activo y desde el 30/10/1928 honorario del Supremo Consejo grado 33° para la República Argentina, el que le encomendó su representación en los actos del Centenario de Sarmiento.
La última aparición pública del doctor González fue el 25/1/1923, en un acto que la Masonería organizó en su honor y en el que se descubrió su retrato al óleo. En esa oportunidad el doctor González pronunció una memorable conferencia titulada “Orientación moderna de la Masonería”. El doctor González presidió asimismo la C. D. de la Biblioteca Masónica, denominada actualmente “Joaquín V. González”. La ceremonia de la imposición de su nombre tuvo lugar el 30/5/1926 con asistencia de autoridades nacionales y de la Masonería y descendientes del prócer.

## Publicaciones
Joaquín V. González es autor de una vasta obra sobre los más diversos temas de historia, sociología y derecho. Entre sus publicaciones se encuentran:
- La Revolución de la Independencia Argentina (1887)
- Historias (1900)
- Patria (1900) Ed. Felix Lajoune, tirada de 30 ejemplares.
- La Tradición nacional (1891)
- Manual de la Constitución Argentina (1897) - completo comentario sobre la Constitución de la República Argentina.
- El juicio del siglo, o cien años de historia argentina (1910)
- La Universidad de Córdoba en la evolución intelectual argentina (1913)
- La expropiación (1915)
- Patria y Democracia (1920)
- Mis montañas, uno de los libros más conocidos de Joaquín V. González.Mis Montañas (1893)
- Fábulas nativas (1924)

En 1934 se publican sus Obras Completas por orden del Congreso Nacional, edición de veinticinco tomos, con más de 13.000 páginas agrupadas en cincuenta y un títulos.